# Nightside Emanations
Nightside Emanations è il quarto album in studio del gruppo black metal finlandese Behexen, pubblicato nel 2012.

## Tracce
1. Intro – 1:13
2. Wrathful Dragon Hau-Hra – 4:05
3. Death's Black Light – 3:33
4. Circle Me... – 5:41
5. We Burn with Serpent Fire – 6:17
6. Luciferian Will – 5:13
7. Awaken Tiamat – 6:08
8. Temple of the Silent Curses – 5:24
9. Shining Death – 4:37
10. Kiss of Our Dark Mother – 7:14

## Formazione
- Hoath Torog - voce
- Shatraug - chitarra
- Wraath - chitarra
- Horns - batteria
- Gargantum - chitarre in We Burn with Serpent Fire